# Boaventura (farnost)
Boaventura je farnost na severu portugalského ostrova Madeira. Administrativně patří Boaventura pod okres São Vicente. V roce 2021 zde žilo 1 034 obyvatel, což je nejméně od roku 1864, kdy máme první údaje o počtu obyvatel.

## Historie

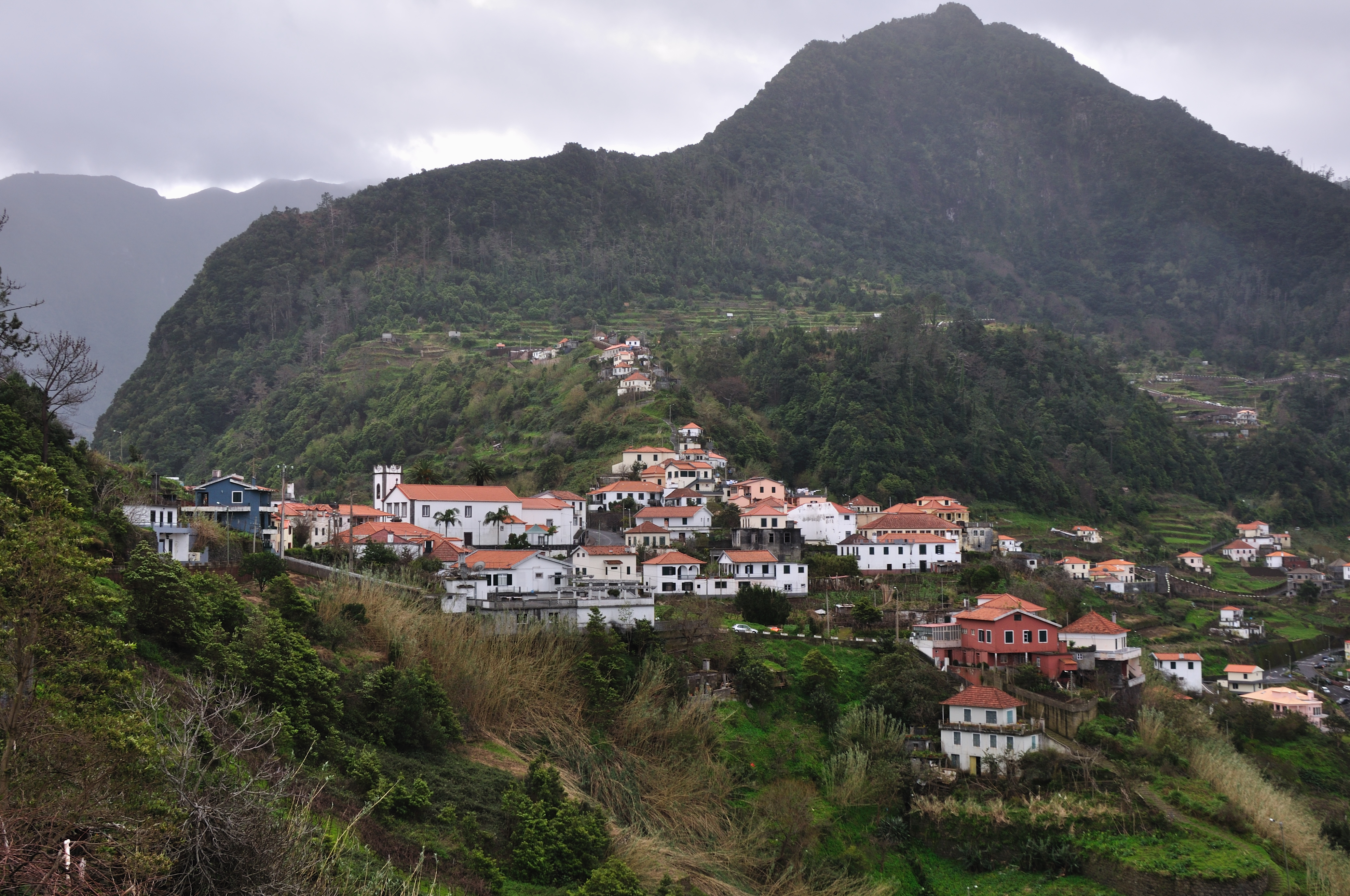
Boaventura

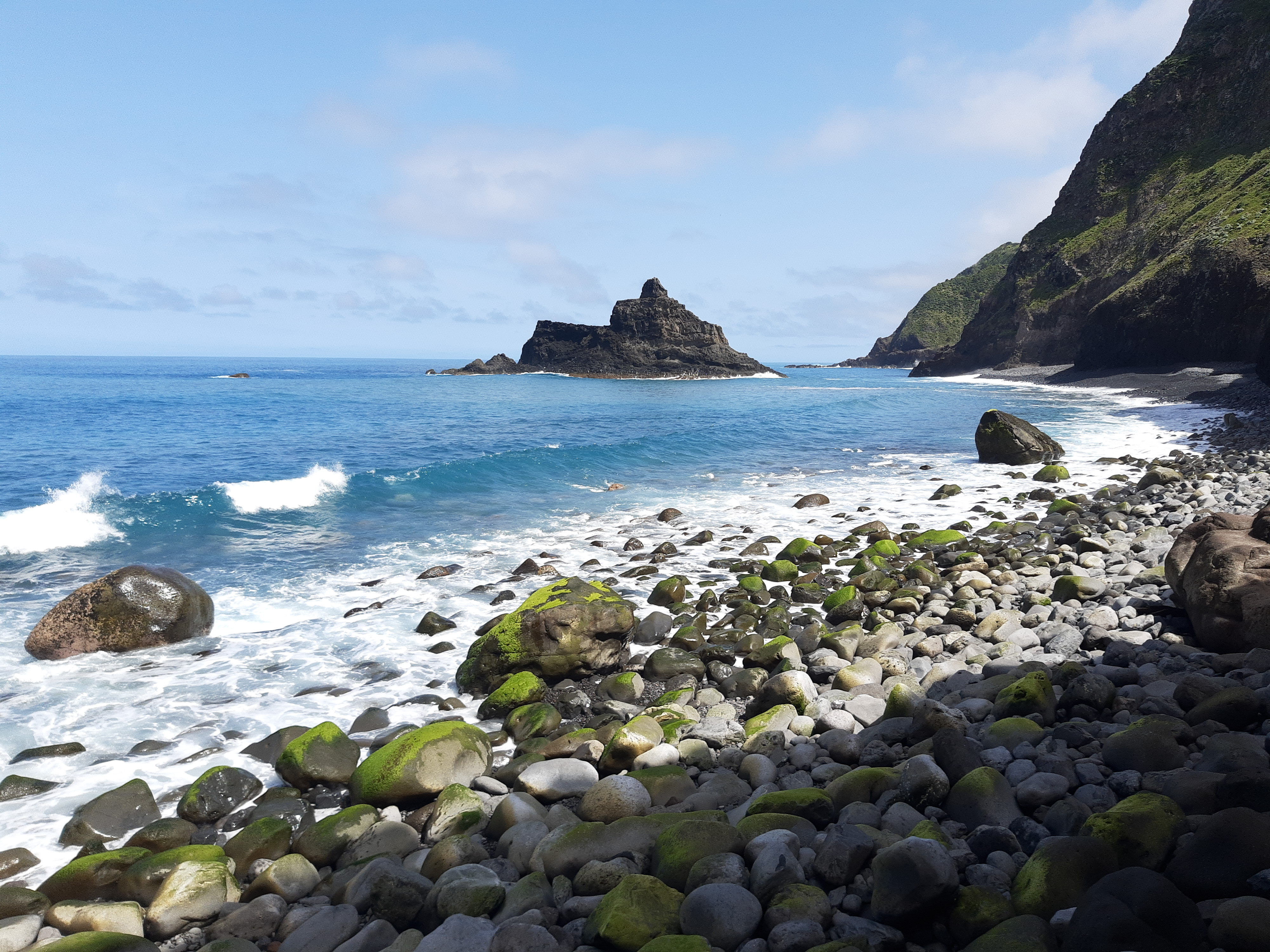
Oblázková pláž

Nejstarším osadníkem byl Pedro Gomes Galdo, který v této lokalitě získal pozemky a založil kapli São Cristóvão (místo, které si dodnes zachovalo toto jméno). Z Elucidária Madeirense (encyklopedie o souostroví Madeira) není jasný původ místní toponymie (která dokonce chybí i ve farním archivu), navíc existuje variace: Boaventura nebo Boa Ventura. Alberto Artur Sarmento se v knize Freguesias da Madeira (portugalsky farnosti Madeiry) domnívá, že název pochází od prvního osadníka, který se pravděpodobně jmenoval Boaventura. Bez ohledu na to je faktem, že se název objevuje těsně před polovinou 16. století, což předchází založení církevní farnosti.
Portugalský král Jan V. povolil 4. února 1733 panovnickým dekretem vytvoření církevní farnosti. Teprve až 18. listopadu 1836 vydal António Alfredo de Santa Catarina Braga, guvernér biskupa, listinu, která duchovní správu formálně povýšila na církevní farnost a nyní už nepatřila pod správu farnosti Ponta Delgada. Sídlem této farnosti se stala kaple Santa Quitéria, postavená na místě Serrão v roce 1731 (a později dostavěná v roce 1835).
Dlouhou dobu patřily pozemky k dědičným statkům rodin Serrão a Silveira a v poslední době Curado de Vasconcelos a Licio de Lagos.

## Geografie a ekonomika
Na severu hranici farnosti vymezuje pobřeží Atlantského oceánu, na východě sousedí s okresem Santana, na jihu s okresem Funchal a na západě s farnostmi Ponta Delgada a São Vicente, které jsou také součástí okresu São Vicente.
Většina obyvatel se živí zemědělstvím, ale nachází se zde i malá továrna na střešní tašky využívající jíl, který se v oblasti vyskytuje a je odolný vůči slané vodě.